# Оделл (Орегон)
Оделл (англ. Odell) — переписна місцевість (CDP) в США, в окрузі Гуд-Рівер штату Орегон. Населення — 2328 осіб (2020).

## Географія
Оделл розташований за координатами 45°38′8″ пн. ш. 121°33′8″ зх. д. / 45.63556° пн. ш. 121.55222° зх. д. (45.635462, -121.552231).  За даними Бюро перепису населення США в 2010 році переписна місцевість мала площу 5,23 км², уся площа — суходіл.

## Демографія
Згідно з переписом 2010 року, у переписній місцевості мешкало 2255 осіб у 660 домогосподарствах у складі 558 родин. Густота населення становила 431 особа/км².  Було 686 помешкань (131/км²).
Расовий склад населення:
| - 73,5 % — білих - 1,2 % — корінних американців - 0,5 % — чорних або афроамериканців - 0,4 % — азіатів - 0,2 % — вихідців з тихоокеанських островів - 20,8 % — осіб інших рас |

До двох чи більше рас належало 3,4 %. Частка іспаномовних становила 63,5 % від усіх жителів.
За віковим діапазоном населення розподілялося таким чином: 32,2 % — особи молодші 18 років, 58,9 % — особи у віці 18—64 років, 8,9 % — особи у віці 65 років та старші. Медіана віку мешканця становила 31,2 року. На 100 осіб жіночої статі у переписній місцевості припадало 105,0 чоловіків;  на 100 жінок у віці від 18 років та старших — 101,3 чоловіків також старших 18 років.
Середній дохід на одне домашнє господарство  становив 61 519 доларів США (медіана — 57 198), а середній дохід на одну сім'ю — 66 246 доларів (медіана — 60 904). Медіана доходів становила 29 709 доларів для чоловіків та 26 831 долар для жінок. За межею бідності перебувало 5,5 % осіб, у тому числі 7,2 % дітей у віці до 18 років та 10,2 % осіб у віці 65 років та старших.
Цивільне працевлаштоване населення становило 1101 осіб. Основні галузі зайнятості: освіта, охорона здоров'я та соціальна допомога — 23,3 %, сільське господарство, лісництво, риболовля — 20,0 %, виробництво — 15,9 %, роздрібна торгівля — 12,2 %.